# Краев, Игорь Евгеньевич
Игорь Евгеньевич Краев — российский и украинский продюсер, медиаменеджер, промоутер, предприниматель, основатель музыкальной платформы TopHit и музыкальной премии Top Hit Music Awards. Участник Академии российской популярной музыки, член жюри Российской национальной музыкальной премии, член жюри Премии Муз-ТВ.

## Начало карьеры
Родился в 11 апреля 1963 года в Сочи. В детстве переехал в Севастополь, где жил, учился и работал до 2000 года. В 1986 году закончил Севастопольский приборостроительный институт (сейчас Севастопольский государственный университет) по специальности «инженер-кораблестроитель».

### В Крыму
С ранних лет занимался музыкой — сначала организовал школьную группу, а в студенческие годы играл в популярных севастопольских группах «Скиф» и «Панорама». В 1986-87 году был клавишником, аранжировщиком и вокалистом рок-группы «Стадион». В 1987 году участвовал в записи одноимённого альбома группы, который в 1989 году был выпущен фирмой «Мелодия».
В 1988 году вернулся в севастопольскую группу «Панорама», музыкальный коллектив при Севастопольском драматическом театре им. Луначарского. Написал музыку к нескольким спектаклям режиссёра Романа Мархолиа, поставленным в театрах в Севастополе, Риге, Киеве, в частности, «Тряпичная кукла». Также, совместно с Виталием Львовым и Екатериной Троценко сделал оркестровку для первых в СССР постановок мюзикла Леонарда Бернстайна «Кандид», осуществлённых в Киеве и Севастополе.
В 1989-90 годах был участником севастопольской рок-группы «Ли.Дер», с которой в качестве клавишника и аранжировщика записал альбом «Деньги за веру», выпущенный в 1991 году фирмой «Мелодия». В этот же период записал свой сольный альбом «Сомбатхей», в котором выступил как композитор, аранжировщик, клавишник и вокалист. В 1992 году совместно с Алексеем Михайлусевым и Сергеем Богданом открыл в Севастополе первую профессиональную студию звукозаписи «Зурбаган», где работал в качестве продюсера, музыканта, аранжировщика. С 1991 по 1997 год продюсировал севастопольскую группу «Зурбаган», записавшую такие хиты, как «Шёл белый снег», «Долина красок», «Дайте риса, товарищ Сяопин!» и другие.

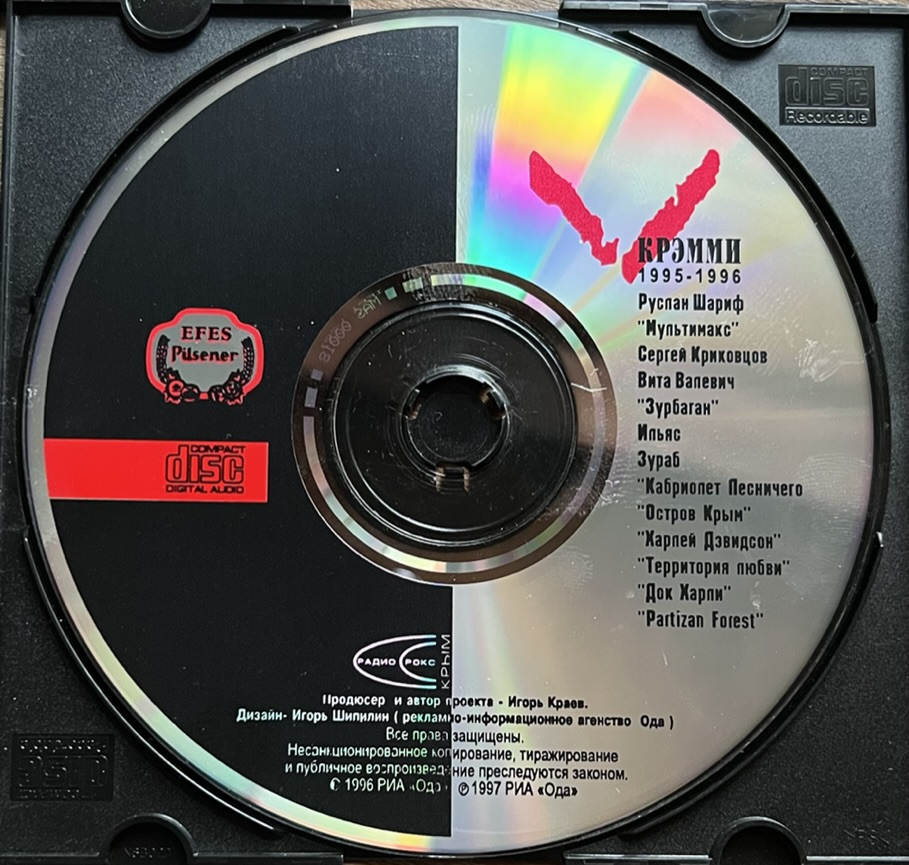
Компакт-диск «Крэмми» 1997 года

В 1996 году в качестве независимого продюсера пришёл на одну из первых в Крыму музыкальных FM станций «Крым Радио Рокс». В 1997 году стал музыкальным редактором, а затем программным директором этой радиостанции. В 1996-97 годах был одним из организаторов музыкального фестиваля «Крэмми» с участием локальных крымских и известных российских музыкантов и групп. В 1997 году продюсировал выпуск компакт-диска «Крэмми» с лучшими хитами этих фестивалей.
Был участником проекта «Диалог», организованного Вадимом Ботнарюком, Кимом Брейтбургом и Евгением Фридляндом. В рамках «Диалога» был организован поиск и продвижение молодых исполнителей через региональные радиостанции. Самые известные «выпускники» «Диалога» — Николай Трубач, Константин и Валерий Меладзе.

### В Москве
В конце 1999 года Игорь Краев покинул радиостанцию «Крым Радио Рокс», которая к тому времени была переформатирована на трансляцию «Русского радио», и перебрался в Москву. С апреля 2000 года работал сначала PR-менеджером, а затем PR-директором рекорд-лейбла «АРС-Рекордз», входящего в состав холдинга АРС композитора и продюсера Игоря Крутого. В этом качестве Игорь Краев принял участие в выпуске альбомов десятков звёзд российской и украинской сцены, в числе которых Андрей Губин, Руки Вверх!, Николай Трубач, Юрий Шатунов, Дима Билан, Валерий Меладзе, Борис Моисеев, Дискотека Авария, ВИА Гра, Валерия, Премьер-министр, Данко, А’Студио, Лайма Вайкуле, Игорь Крутой, Филипп Киркоров, Игорь Николаев, «Блестящие» и многие другие.

## TopHit

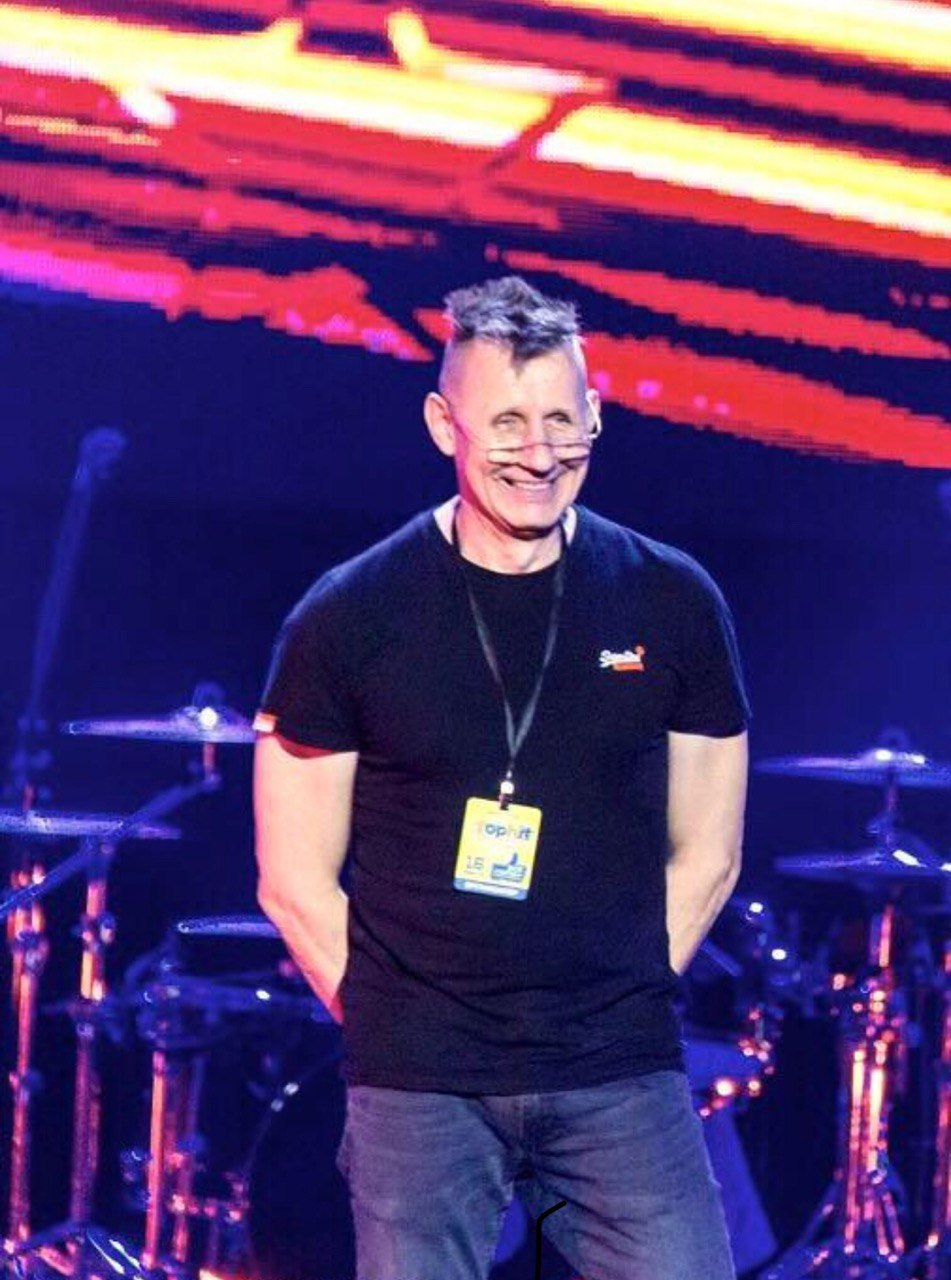
Игорь Краев ведёт церемонию TopHit Music Awards

В марте 2003 года покинул компанию АРС и совместно с экс-директором ARS Records Вадимом Ботнарюком основал онлайн-платформу mp3fm.ru для продвижения песен молодых музыкантов на радио. Платформа быстро приобрела популярность у исполнителей, рекорд-лейблов и радиостанций.
Это стало причиной захвата доменного имени mp3fm.ru в ноябре 2003 года. Игорь Краев сохранил платформу и перевёл её на вновь зарегистрированный домен tophit.ru, под которым сервис известен и сейчас в России и странах СНГ. С 2004 года на платформе началась публикация еженедельно обновляемых радиочартов песен и исполнителей. С 2015 года ТопХит в дополнение к радиочартам начал публиковать чарты YouTube, а с 2021 года — чарты Spotify. По мере развития TopHit зарекомендовал себя среди российских и украинских артистов как «профессиональный инструмент» для музыкантов, в связи с чем широкой публике название проекта известно мало.
Соучредитель «ТопХит», Вадим Ботнарюк, в 2004 году начал работать генеральным директором Российской фонографической ассоциации (РФА), российской организации по управлению смежными правами. В начале 2008 года Вадим Ботнарюк скончался после покушения на него не найденных впоследствии злоумышленников. Предположительно, он был убит за то, что препятствовал одной из этнических преступных группировок в установлении контроля над отчислениями исполнителям и рекорд-лейблам за использование их фонограмм в публичной сфере.
В 2009 году Игорь Краев придумал и запустил на «ТопХит» систему «онлайн-тестирования» новых песен радиостанциями, что позволило исполнителям и лейблам лучше понимать перспективы ротации их песен на радио.
С целью популяризации платформы в 2010 году Игорь Краев совместно с российским музыкальным телеканалом Муз-ТВ инициировал производство и запуск в эфир музыкального хит-парада «Топ Хит Чарт». Радиоверсия чарта с 2010 года еженедельно появляется в эфире десятков радиостанций России и стран СНГ. Ведут радио-шоу популярные российские исполнители Тимур Родригез и Митя Фомин. В разные годы чарт также вели Нюша, Дмитрий Колдун, Ева Польна, Burrito, DJ Smash, Анита Цой, Filatov & Karas. В настоящее время в число ведущих чарта входят молодые артисты — Ваня Дмитриенко, Люся Чеботина, Хабиб Шарипов, участники группы Dabro.
С 2014 по 2016 год Игорь Краев провёл в Калифорнии, где работал над контентом интернет-проектов в качестве консультанта.
В 2013 году Игорь Краев и глава офиса «ТопХит» в России Павел Балашов учредили музыкальную премию Top Hit Music Awards Russia и «Зал славы TopHit». Награды TopHit разделяются для «локальных» и «международных» деятелей музыки. Награды получают артисты, авторы, рекорд-лейблы, чьи хиты чаще всего звучат на радио и прослушиваются на Spotify, а клипы — просматриваются YouTube.
С осени 2017 года Игорь Краев инициировал запуск на «ТопХит» собственной системы мониторинга эфиров радиостанций — TopHit Spy.
В 2019 году Игорь Краев и Павел Балашов основали собственный рекорд-лейбл «ТопХит», а в 2020 году запустили систему сбора пожертвований (донатов) для исполнителей и авторов TopHit Pay.
В 2018—2019 годах Игорь Краев и Павел Балашов основали несколько компаний в разных странах для расширения операционной деятельности платформы на рынках Европы, США и в странах Латинской Америки.
С 2020 года украинский офис «ТопХит» вручает премии Top Hit Music Awards Ukraine самым популярным в эфире страны и в интернете украинским исполнителям, авторам и лейблам.
В июле 2022 года Игорь Краев объявил о выкупе домена tophit.com и о предстоящей интеграции сервисов компании на этот домен. Предыдущего владельца домена долго не удавалось найти, в связи с чем компания использовала набор имён в разных доменных зонах для разных целей и аудитории.